# Marysia biesiadna
Marysia biesiadna – album polskiej piosenkarki Maryli Rodowicz, wydany w 1994 nakładem wydawnictwa muzycznego Tra-la-la.
Album początkowo miał nosić tytuł Poliż Kantry, jednak ostatecznie zmieniono nazwę na Marysia biesiadna. Płyta zawierała 17 utworów biesiadnych, w tym m.in. przeboje „Przybyli ułani pod okienko” oraz „Hej, sokoły”. Przy tworzeniu płyty udział wzięli m.in. José Torres, Jacek Wąsowski, Andrzej Zieliński oraz Tadeusz Leśniak.
Nagrania uzyskały certyfikat platynowej płyty.

## Lista utworów
Opracowano na podstawie materiału źródłowego.
1. „Gdzie strumyk płynie z wolna”
2. „Góralu, czy ci nie żal”
3. „Głęboka studzienka”
4. „Idzie dysc”
5. „Czerwony pas”
6. „Głowisia”
7. „Miała baba koguta”
8. „Szła dzieweczka”
9. „Hej, sokoły”
10. „Jak dobrze nam zdobywać góry”
11. „Płonie ognisko”
12. „Zachodźże słoneczko”
13. „Zielony mosteczek”
14. „Przybyli ułani pod okienko”
15. „Powiadają, żem jest ładna”
16. „Kolibaj się, kolibaj”
17. „Idzie noc”